# Glastaria glastifolia
Glastaria glastifolia là một loài thực vật có hoa trong họ Cải. Loài này được (DC.) Kuntze mô tả khoa học đầu tiên năm 1891.